# Melvern
Melvern es una ciudad ubicada en el condado de Osage en el estado estadounidense de Kansas. En el año 2010 tenía una población de 385 habitantes y una densidad poblacional de 427,78 personas por km².

## Geografía
Melvern se encuentra ubicada en las coordenadas 38°30′27″N 95°38′18″O / 38.50750, -95.63833 (38.507446, -95.638332).

## Demografía
Según la Oficina del Censo en 2000 los ingresos medios por hogar en la localidad eran de $32,321 y los ingresos medios por familia eran $50,833. Los hombres tenían unos ingresos medios de $30,313 frente a los $17,143 para las mujeres. La renta per cápita para la localidad era de $16,206. Alrededor del 9.2% de la población estaban por debajo del umbral de pobreza.